# Kâte
Le kâte est une langue papoue parlée en Papouasie-Nouvelle-Guinée, dans la province de Morobe.

## Classification
Le kâte fait partie des langues huon qui sont rattachées à la famille des langues  trans-nouvelle-guinée.

## Écriture
| a | â | b | d | e | f | g | h | i | j | ʒ | k | l | m | n | ŋ | o | p | q | ɋ | r | s | t | u | w | y | z |

## Phonologie
Les tableaux présentent les voyelles et les consonnes du kâte.

### Voyelles
|         | Antérieure | Centrale | Postérieure |
| ------- | ---------- | -------- | ----------- |
| Fermée  | i [i]      |          | u [u]       |
| Moyenne | e [e]      |          | o [o]       |
| Ouverte |            | a [a]    | ɔ [ɔ]       |

### Consonnes
|              |              | Bilabiales | lab.-vél. | Dentales | Palatal. | Vélaires | Glottales |
| ------------ | ------------ | ---------- | --------- | -------- | -------- | -------- | --------- |
| Occlusives   | Sourde       | p [p]      | q [k͡p]    | t [t]    |          | k [k]    |           |
| Occlusives   | Sonore       | b [b]      | ɋ [g͡b]    | d [d]    |          | g [g]    |           |
| Fricative    | Sourde       | f [f]      |           | s [s]    |          |          | h [h]     |
| Fricative    | Sonore       | v [v]      |           |          |          |          |           |
| Affriquée    | Sourde       |            |           | ts [t͡s]  |          |          |           |
| Affriquée    | Sonore       |            |           | dz [d͡z]  |          |          |           |
| Nasale       | Nasale       | m [m]      |           | n [n]    |          | ŋ [ŋ]    |           |
| roulée       | roulée       |            |           | r [r]    |          |          |           |
| semi-voyelle | semi-voyelle |            |           |          | y [j]    |          |           |

## Sources
- (en) William A. Foley, The Papuan Languages of New Guinea, Cambridge, Cambridge University Press, coll. « Cambridge Language Surveys », 1986 (réimpr. 1999) (ISBN 0-521-28621-2)
- (en) Kaija Olkkonen et Soini Olkkonen, Somba-Siawari (Burum Mindik)—English dictionary (brouillon), SIL, 2007 (lire en ligne)
- (de) Georg Pilhofer, « Formenlehre der Kâte-Sprache (Neuguinea) », Zeitschrift für Eingeborenen-Sprachen, vol. 17,‎ 1926, p. 1-40
- (de) Georg Pilhofer, « Gespräche in der Kâte-Sprache », Zeitschrift für Eingeborenen-Sprachen, vol. 17,‎ 1926, p. 129-142
- (de) Georg Pilhofer, « Formenlehre von zehn Mundarten und Nachbarsprachen des Kâte », Zeitschrift für Eingeborenen-Sprachen, vol. 18,‎ 1927, p. 196-230, 298-315
- (de) Georg Pilhofer, « Wörterverzeichnis aus zwölf Mundarten und Nachbarsprachen des Kâte », Zeitschrift für Eingeborenen-Sprachen, vol. 19,‎ 1928, p. 41-69
- (de) Georg Pilhofer, Grammatik der Kâte-Sprache in Neuguinea, Berlin, coll. « Zeitschrift für Eingeborenen-Sprachen », 1933, chap. 14
- (en) Carl L. Schneuker, Kâte language handbook, Madang, Territory of New Guinea, Lutheran Mission Press, 1962 (hdl 1885/207690, lire en ligne)